# Eudulophasia nigricosta
Eudulophasia nigricosta är en fjärilsart som beskrevs av H. Edwards 1884. Eudulophasia nigricosta ingår i släktet Eudulophasia och familjen mätare. Inga underarter finns listade i Catalogue of Life.